# Английская школьная форма
Английская школьная форма — повседневная форма одежды для учеников школ Англии.

## История
Школьная форма в Англии была впервые введена в государственном масштабе во время правления короля Генриха VIII, за основу было взято солдатское обмундирование, эта форма представляла собой длинный плащ-пальто синего цвета. Синяя краска в то время была самой дешёвой и доступной, и должна была указывать детям на смирение. Первой школой, которая ввела у себя данную форму, стал Госпиталь Христа.
В 1870 году указ о Начальном образовании ввёл бесплатное начальное образование для всех детей. Востребованность школьной формы резко возросла, и в конечном итоге её приняли в большинстве английских школ. В этот период школьная форма отражала возрастные особенности: так, мальчики, носили шорты и блейзеры до половозрелого возраста, а затем, лет с 14-15, длинные брюки. Девочки, главным образом, носили блузку, платье-тунику и передник, который к началу XX столетия развился до платья-сарафана («gymslip»).
Эволюция школьной формы продолжалась до 1950-х годов, когда, благодаря реформам Батлера среднее образование стало общедоступным, и возраст выпускника средней школы был поднят до 15 лет. Реформа предлагала всем школам принять единые общие стандарты. В школьной форме установлен «летний» и «зимний» фасон, который особенно был необходим для девочек: платья носились в течение лета, а сарафан — зимой.

## Обоснование
Современное правительство Англии полагает, что единая школьная форма играет важную роль в содействии школьному духу: департамент по делам детства, школы и семьи настоятельно рекомендует сохранять единую школьную форму, поскольку она может помочь поддерживать положительное поведение и дисциплину; поощрять в классе сплочённость и школьные идеалы; обеспечить равенство учащимся всех рас и сословий, чтобы каждый чувствовал себя желанным; оградить детей от социального напряжения; способствует хорошим отношениям между различными группами учеников.